# Heartland (Sko/Torp-album)
 For alternative betydninger, se Heartland. (Se også artikler, som begynder med Heartland)
Heartland er det femte studiealbum af den danske poprock-duo Sko/Torp, der udkom den 22. februar 2010 på Mermaid Records. Det er gruppens første studiealbum siden udgivelsen af A Perfect Day i 1996, hvor Sko/Torp året efter gik hver til sit. 
Søren Sko og Palle Torp arbejdede for første gang sammen siden 1997 under indspilningerne til Sko's soloalbum, One for My Baby (2004) der indeholdt to sange skrevet af makkeparret. Sko/Torp blev officielt gendannet i forbindelse med Skanderborg Festivalens 25-års jubilæum i 2004. Efterfølgende begyndte duoen at turnere. I 2007 udsendte EMI opsamlingsalbummet Glorious Days – The Very Best Of.
I 2009 færdiggjorde de Heartland-albummet i samarbejde med producerne Nick Foss og Rune Nissen-Petersen, der tidligere har arbejdet sammen med bl.a. D-A-D og Tim Christensen. Ifølge Søren Sko adskiller albummet sig fra tidligere udgivelser ved at være "lidt klogere og måske en smule mere eftertænksom end vores første plader. Man kan mærke, at vi er blevet ældre, og at vi har brugt lidt mere tid på det end i gamle dage." Albummet behandler også dét at miste: "Vores numre handler om tunge ting. Der er numre på den nye plade, hvor døden kommer tæt på. Sådan er det med vores musik: Hvis det, vi skriver, fører os ud af en tangent, må vi følge med. Og så kan man bare håbe, der er mennesker, der kan bruge det til noget."
Musikmagasinet GAFFA gav albummet tre ud af seks stjerner. Heartland modtog i januar 2011 guld for 10.000 solgte eksemplarer.

## Spor
Alle sange skrevet og komponeret af Sko/Torp, undtagen "Rattling Days" skrevet af Søren Sko, Tim McEwan og Simon Borch. 
| #   | Titel                        | Længde |
| --- | ---------------------------- | ------ |
| 1.  | "That's What It's All About" | 4:18   |
| 2.  | "In Wonderland"              | 4:26   |
| 3.  | "Rattling Days"              | 3:43   |
| 4.  | "Pilot" (med Dorthe Gerlach) | 3:42   |
| 5.  | "Song for Michael"           | 4:38   |
| 6.  | "Cold Night without You"     | 4:40   |
| 7.  | "Heartland"                  | 4:45   |
| 8.  | "Walking the Wire"           | 3:54   |
| 9.  | "Summer Song"                | 4:18   |
| 10. | "Autumn"                     | 4:18   |
| 11. | "Grateful"                   | 4:15   |